# Vicente Uribe Galdeano
Vicente Uribe Galdeano (Bilbao, 30 de desembre de 1902 – Praga, 11 de juliol de 1961) va ser un polític espanyol, dirigent del Partit Comunista d'Espanya (PCE) i Ministre d'Agricultura (1936-1939).

## Biografia
Obrer metal·lúrgic, es va afiliar al PCE el 1923 i va ingressar en la seva direcció el 1927. El 1936 va ser el representant comunista en l'elaboració del manifest del Front Popular de cara a les eleccions del 16 de febrer d'aquest any, en les quals fou elegit diputat per Jaén. Després de l'esclat de la Guerra Civil espanyola (1936-1939) va ser nomenat Ministre d'Agricultura en els governs presidits pels socialistes Francisco Largo Caballero i Juan Negrín.
Després de la derrota republicana es va exiliar a Mèxic, formant part del Secretariat del PCE instal·lat en aquest país. Uribe seria el màxim dirigent del Partit a l'exili americà durant la Segona Guerra Mundial, nomenant Santiago Carrillo responsable de les tasques organitzatives. Després de l'expulsió del Partit de Jesús Hernández Tomás el 1944 va passar a ser el número dos del PCE. Va abandonar Mèxic per a traslladar-se a París el maig de 1946 al costat d'Antonio Mije García per a encarregar-se de la direcció del Partit a França. El 1950 el govern francès, a través del ministre socialista Jules Moch, il·legalitza el PCE, provocant una onada d'arrests i registres.
Uribe marxa a Praga al costat d'Enrique Líster i Mije. El 1954, en el V Congrés, elabora l'Informe sobre el Programa del Partit, començant des de llavors un enfrontament entre els joves encapçalats per Carrillo i Fernando Claudín i els veterans encapçalats per Uribe i Dolores Ibárruri. El febrer de 1956 va assistir al XX Congrés del PCUS, després del qual es frena la crisi en el ple del buró polític celebrat aquest any a Bucarest mitjançant el pacte entre Pasionaria i Carrillo, que comporta la caiguda d'Uribe, acusat de culte a la personalitat en ple procés de desestalinització. Totalment apartat de la direcció del PCE, es va retirar de la política i va morir el 1961 a Praga.